# Blepharoneura nigripilosa
Blepharoneura nigripilosa es una especie de insecto del género Blepharoneura de la familia Tephritidae del orden Diptera.

## Historia
Erich Martin Hering la describió científicamente por primera vez en el año 1935.